# Una modella per l'onorevole
Una modella per l'onorevole (The Other 'Arf, lett. "L'altra metà" in dialetto cockney) è una serie televisiva britannica in 26 episodi trasmessi per la prima volta nel corso di 4 stagioni dal 1980 al 1984. È una sitcom incentrata sulle vicende di un politico che sposa una fotomodella dai modi spicci.

## Trama
Charles Latimer, un parlamentare conservatore appartenente all'alta società, inizia una relazione con la fotomodella della classe operaia Lorraine Watts. Tutto l'umorismo della serie verte sull'inappropriatezza dei modi di Lorraine, non abituata al nuovo stile di vita impostogli da Charles, che crea numerosi equivoci e situazioni comiche. Dopo alcuni episodi, Charles sposa la ragazza e abbandona la politica, iniziando a gestire un albergo insieme a Lorraine, Mrs. Lilley e Bassett.

## Personaggi e interpreti
- Charles Latimer, MP, interpretato da John Standing.
- Lorraine Watts, interpretato da Lorraine Chase.
- Sybilla Howarth, interpretato da Patricia Hodge.
È una ex di Charles.
- M.C., interpretato da Paul Haley.
- Brian Sweeney, interpretato da Steve Alder.
È l'ex fidanzato di Lorraine.
- Bassett, interpretato da Richard Caldicot.
- George Watts, interpretato da John Cater.
- Astrid Lindstrom, interpretato da Natalie Forbes.
- Mrs. Lilley, interpretato da Sheila Keith.
- Lord Freddy Apthorpe, interpretato da James Villiers.
- Plumbers mate, interpretato da Glen Murphy.

## Produzione
La serie, ideata da Terence Howard, Paul Makin e Ian La Frenais, fu prodotta da Associated Television.

### Registi
Tra i registi sono accreditati:
- Douglas Argent
- John Kaye Cooper
- Alan Wallis

### Sceneggiatori
Tra gli sceneggiatori sono accreditati:
- Terence Howard
- Ian La Frenais
- Paul Makin

## Distribuzione
La serie fu trasmessa nel Regno Unito dal 30 maggio 1980 al 30 marzo 1984  sulla rete televisiva Independent Television. In Italia è stata trasmessa con il titolo Una modella per l'onorevole.
Alcune delle uscite internazionali sono state:
- nel Regno Unito il 30 maggio 1980 (The Other 'Arf)
- in Germania Ovest (Die kleinen und die feinen Leute)
- in Italia (Una modella per l'onorevole)

## Episodi
| Stagione         | Episodi | Prima TV Regno Unito |
| ---------------- | ------- | -------------------- |
| Prima stagione   | 8       | 1980-1981            |
| Seconda stagione | 6       | 1981                 |
| Terza stagione   | 6       | 1982                 |
| Quarta stagione  | 6       | 1984                 |